# Dana Mathewson
Dana Mathewson (San Diego, 19 december 1990) is een rolstoeltennisspeelster uit de Verenigde Staten van Amerika. Mathewson begon met tennis toen zij dertien jaar oud was. Zij speelt rechtshandig. In september 2019 werd zij nummer vier van de wereldranglijst in het dubbelspel. In januari 2022 bereikte zij haar hoogste positie in het enkelspel: de zevende plaats.

## Medische voorgeschiedenis
In haar jeugd was Mathewson een enthousiast voelbalspeelster. Toen zij tien jaar oud was, werd zij tijdens de training overvallen door een extreme pijn in de onderrug, die na een half uur uitmondde in een verlamming van het onderlichaam. Klinisch onderzoek wees later uit dat zij was getroffen door transverse myelitis, een zeldzame aandoening van het zenuwstelsel die inhoudt dat het ruggenmerg wordt aangetast door het immuunsysteem. Aangezien deze overdwarse aantasting op iedere hoogte van de wervelkolom kan optreden, beschouwt Mathewson het als een gelukje dat het bij haar helemaal onderin zit. Daardoor kan zij nu ook wel weer een klein stukje lopen. Onder druk van haar moeder begon Dana aan aangepaste sporten – na deelname aan een rolstoeltenniskamp voor jongeren besloot zij in deze sport verder te gaan.

## Loopbaan

### 2006 – 2008
Mathewson debuteerde in oktober 2006 op het juniorentoernooi van de USTA National Wheelchair Championships – een jaar later deed zij op dat toernooi zowel bij de meisjes als de vrouwen mee. In april 2008 won zij bij de vrouwen het Florida Open-toernooi (categorie 1 bij de ITF) in Boca Raton. In oktober van dat jaar bereikte zij de vijfde plaats op de ITF-wereldranglijst voor junioren.

### 2009 – 2013
In april 2009 speelde Mathewson weer op het Florida Open – nu verloor zij in de tweede ronde van de Duitse Katharina Krüger. In juli was haar eerste van – tot op heden(juni 202) – tien deelnames aan de World Team Cup (het rolstoelequivalent van de Fed Cup) dat toen in Nottingham (Engeland) werd gehouden. In augustus nam Mathewson voor het eerst deel aan de internationale editie van de USTA Wheelchair Tennis Championships, die jaarlijks in Saint Louis worden georganiseerd tegelijk met het US Open – zij verloor daar in de kwartfinale van de Nederlandse Korie Homan. In de periode 2009–2013 maakte Mathewson deel uit van het rolstoeltennisteam van de Universiteit van Arizona in Tucson – naast de coaching die zij daar ontving, behaalde zij er ook haar diploma in speech, language & hearing sciences. Na 2009 nog deelname aan de World Team Cup in 2010 en 2011.

### 2014 – 2018
Na het beëindigen van haar studie hervatte Mathewson haar tennisloopbaan. In augustus deelname aan de USTA Wheelchair Tennis Championships, in Saint Louis (ook in 2015). In 2015, 2016, 2017 en 2018 ook weer deelname aan de World Team Cup. Vanaf 2017 nam Mathewson deel aan grandslamtoernooien – op het US Open wordt zij sindsdien uitgenodigd door middel van een wildcard; op Wimbledon 2017 kon zij als alternate meedoen, door afmelding van Jiske Griffioen, als partner van Aniek van Koot. Op de Wheelchair Tennis Masters 2018, het officieus wereldkampioenschap, bereikte zij samen met de Britse Louise Hunt de dubbelspelfinale – zij verloren die van het Nederlands duo Marjolein Buis en Aniek van Koot.

### 2019
In mei haar achtste deelname aan de World Team Cup. In juli won zij op het Swiss Open de dubbelspeltitel samen met Kgothatso Montjane – in de finale versloegen zij het Duitse koppel Sabine Ellerbrock en Katharina Krüger. De week erna speelde Mathewson met de Nederlander Tom Egberink op het gemengd dubbelspeltoernooi van de British Open Wheelchair Tennis Championships – zij wonnen de titel, ten koste van het Franse koppel Charlotte Famin en Nicolas Peifer. Op de Para Pan-American Games (augustus) won Mathewson de gouden medaille in het dubbelspel, samen met landgenote Emmy Kaiser. Op het US Open won zij voor het eerst een grandslampartij, van de Zuid-Afrikaanse Kgothatso Montjane. Anno 2019 studeert zij aan het Londense University College, om de graad van Master te behalen in audiologie – na haar tennisloopbaan wil zij pediatrisch audioloog worden.

### 2021
Voor het eerst nam Mathewson deel aan het enkelspel van een grandslamtoernooi buiten de Verenigde Staten, op Roland Garros – zij strandde in de eerste ronde. In september haar negende deelname aan de World Team Cup.

### 2022–2024
In mei 2022 haar tiende deelname aan de World Team Cup. Op Roland Garros won zij haar eerste grandslampartij buiten de Verenigde Staten. Op het dubbelspel van Wimbledon won zij haar eerste grandslamtitel, met de Japanse Yui Kamiji aan haar zijde.
In mei 2023 haar elfde deelname aan de World Team Cup. In de zelfde maand studeerde zij af in audiologie. In november won zij de Para Pan-American Games – in de finale versloeg zij de Colombiaanse Angélica Bernal. Aan het einde van dat jaar trad zij in het huwelijk met Dristin Hughes.
In november 2024, na het eindejaarstoernooi, beëindigde zij haar actieve loopbaan.

## Resultaten grandslamtoernooien

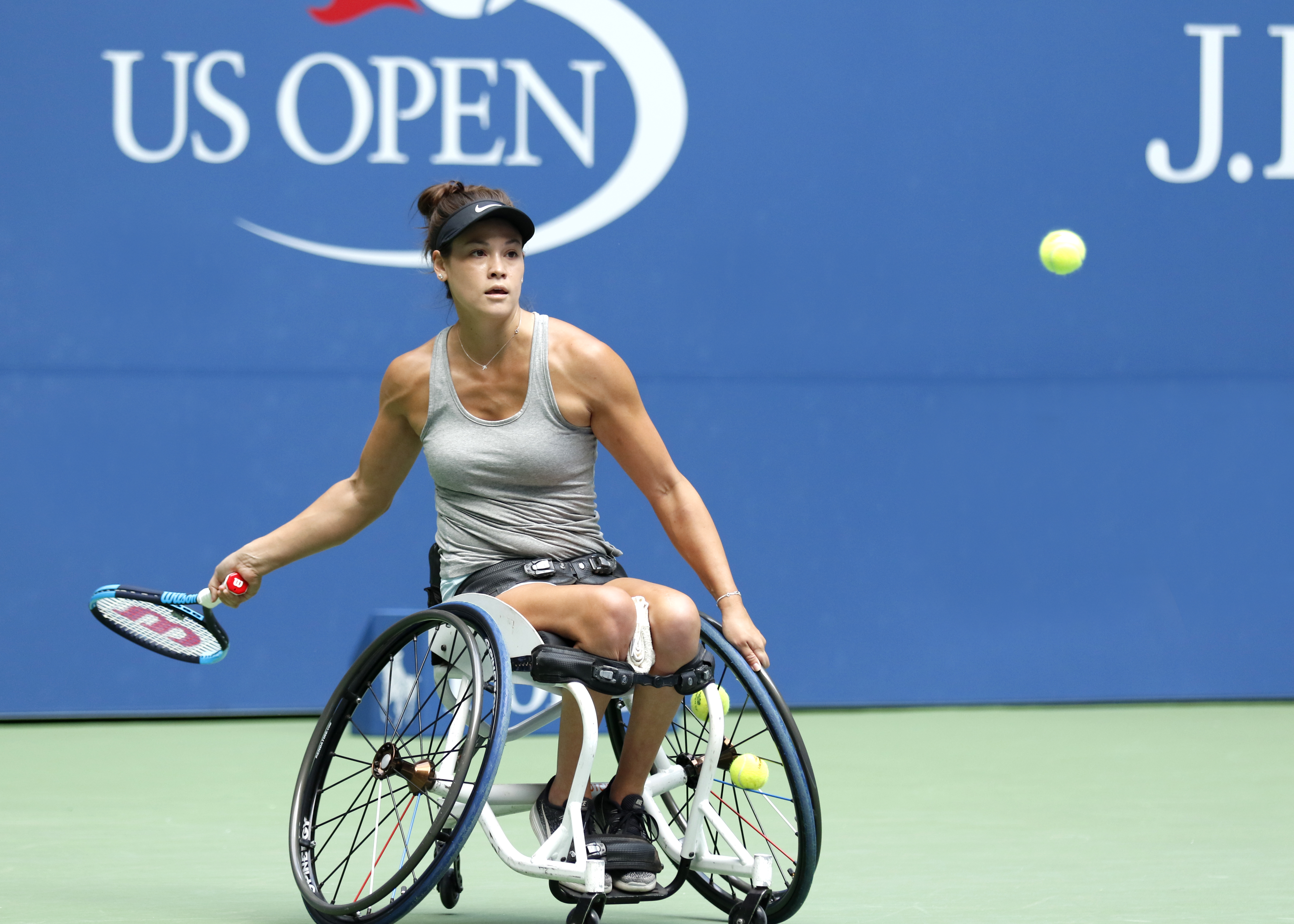
US Open 2017

| Legenda | Legenda                          |
| ------- | -------------------------------- |
| g.t.    | geen toernooi gehouden           |
| l.c.    | lagere categorie                 |
| –       | niet deelgenomen                 |
| G       | uitgeschakeld in de groepsfase   |
| 1R      | uitgeschakeld in de eerste ronde |
| 2R      | uitgeschakeld in de tweede ronde |
| 3R      | uitgeschakeld in de derde ronde  |
| 4R      | uitgeschakeld in de vierde ronde |
| KF      | uitgeschakeld in de kwartfinale  |
| HF      | uitgeschakeld in de halve finale |
| F       | de finale verloren               |
| W       | het toernooi gewonnen            |
| w-v     | winst/verlies-balans             |

### Enkelspel
- De kwartfinale is doorgaans de eerste ronde.

| toernooi        | 2017 | 2018 | 2019 | 2020 | 2021 | 2022 | 2023 | 2024 |
| --------------- | ---- | ---- | ---- | ---- | ---- | ---- | ---- | ---- |
| Australian Open | –    | –    | –    | –    | –    | KF   | 2R   | 2R   |
| Roland Garros   | –    | –    | –    | –    | KF   | 2R   | 2R   | 2R   |
| Wimbledon       | –    | –    | –    | g.t. | –    | KF   | –    | 2R   |
| US Open         | KF   | KF   | HF   | KF   | KF   | 1R   | 1R   | g.t. |

### Dubbelspel
- De halve finale is doorgaans de eerste ronde.

| toernooi        | 2017 | 2018 | 2019 | 2020 | 2021 | 2022 | 2023 | 2024 |
| --------------- | ---- | ---- | ---- | ---- | ---- | ---- | ---- | ---- |
| Australian Open | –    | –    | –    | –    | –    | HF   | HF   | HF   |
| Roland Garros   | –    | –    | –    | –    | HF   | 1R   | 1R   | HF   |
| Wimbledon       | HF   | –    | –    | g.t. | –    | W    | –    | 1R   |
| US Open         | F    | HF   | HF   | HF   | HF   | 1R   | HF   | g.t. |